# Iron Savior (álbum)
Iron Savior es el primer disco del grupo alemán de power metal Iron Savior. Fue publicado en 1997.

## Historia del disco
El "Iron Savior" es un buque gigante en la órbita del planeta tierra. Es controlado por un cerebro humano inmortal -la bio unidad- y esta conectado a una computadora superpoderosa que lleva sus órdenes y controles a la rutina diaria del buque. El "Iron Savior" fue construido y diseñado por una civilización anciana del Atlantis para defenderlos de la amenaza mortal de la autoproclamada "Alianza".
Excepto el continente perdido de Atlantis, toda la tierra era controlada y dominada por esta fuerza global. En estas partes del mundo la evolución moral tomó un camino diferente. Conseguir el máximo poder era su único fin. Gobernado por egoísmo puro, donde matar y traicionar eran métodos legales para alcanzar el bienestar, esta civilización nunca desarrolló un espíritu social. Preocuparse y salvarse a sí mismos era la única ley existente. Por milenios el balance de poder entre Atlantis y la Alianza hizo de la guerra inútil dado que la tecnología del arma "Atlantica" era más desarrollada.
Pero de repente este balance estaba a punto de cambiar y un ataque de la Alianza al Atlantis parecía posible. En esta situación, Atlantis desarrolló un proyecto de defensa global basado en un enorme buque en la órbita de la tierra, el "Iron Savior". Equipado con la última tecnología y una enorme fuerza de ataque se supone que este proyecto iba a devolver el viejo balance de vuelta.  
Pero en ese momento, el sueño de existencia pacífica se rompió. Un traidor vendió los códigos secretos a la Alianza. Con estos códigos la Alianza logró paralizar la bio unidad del buque y tomar control sobre la computadora. En un asalto devastador, el defensor se convirtió en un asaltante espantoso y la colonia lunar de la Atlantis se convirtió en polvo.
Pero la guerra no estaba perdida aún. Un bravo equipo de tierra se las arregló para abordar al "Iron Savior" y retomar el control. En una carrera contra el tiempo enviaron al buque al espacio para hacer un segundo mal uso de la Alianza imposible. Programaron un curso que traería al buque de vuelta al sistema solar 350.000 años después con la esperanza de que el conflicto fuese resuelto y la tierra estuviese unida. Para esos hombres fue un viaje final sin retorno. Antes de morir en el frío, una orden primaria fue programada en caso de que la Alianza todavía existiera: Proteger Atlantis y conquistar la Alianza. Esta directiva solo podía ser desactivada por los códigos de seguridad secuenciales propios de los Atlánticos.
Pero era muy tarde para detener la guerra. En la pelea y la ira la Alianza movió sus cartas y en un último ataque atómico destruyó completamente Atlantis y se perdió en los mares por siempre.
Pero el resto del mundo también fue afectado por esta catástrofe. Terremotos, erupciones volcánicas, lluvias atómicas y cambios dramáticos del clima convirtieron a la tierra en un infierno viviente. Aquellos que sobrevivieron, lentamente, de generación en generación, se degeneraron más y más. Finalmente la evolución había retrocedido hasta la época de piedra donde amanecía una nueva humanidad...
Ahora en el año 2108, el Iron Savior retorno a la tierra y se encontró con un escenario donde la civilización de Atlantis no existía más. Todos los intentos de contactar a cualquier posible sobreviviente fallaron. La bio unidad esta paralizada y es incapaz de tomar decisiones. Así que la computadora aun a cargo llega a la fatal conclusión de que Atlantis fue destruida por la Alianza que aun existe y gobierna al planeta. Con la lógica de una máquina sin vida, el Iron Savior lleva a cabo su directiva primaria:
"PROTEGER ATLANTIS Y CONQUISTAR LA ALIANZA"

## Lista de canciones
1. "The Arrival"
2. "Atlantis Falling"
3. "Brave New World"
4. "Iron Savior"
5. "Riding on Fire"
6. "Break It Up"
7. "Assailant"
8. "Children of the Wasteland"
9. "Protect the Law"
10. "Watcher in the Sky"
11. "For the World"
12. "This Flight Tonight (Nazareth cover)"

- Datos: Q1952175